# Shape of Trust
「Shape of Trust」（シェイプ・オブ・トラスト）は、Fear, and Loathing in Las Vegasの楽曲。2020年12月16日に各種音楽配信サービスにて配信された。

## 概要
前作「Massive Core」より約1年振りとなる作品。
本作はスマートフォン向け大規模対戦ゲーム『A.I.M.$ -All you need Is Money-』（エイムズ オールユーニードイズマネー）に登場するキャラクター、"Mr.ジャッジメント"のキャラクターソングとし使用された。YouTube上では本楽曲を使用したPVが配信されている。
楽曲の制作自体はコロナ禍以降ずっと進めており、ある程度曲のストックが溜まってきた夏前に、「こういう企画があるんですけどどうですか？」と指名をもらう形で始まった。具体的には「対戦型のゲームなので、遊んでいてテンションが上がるような疾走感のある曲」というリクエストがあり、その時に「こういうキャラクターのテーマ・ソングです」と提示された"Mr.ジャッジメント"というキャラクターがTaiki（Gt）にしか見えなかったため、疾走感がありゴリゴリのキャラクターでTaikiに似ているからTaikiの声も使う楽曲にしよう、という安直な流れで制作を進めていったという。
制作を手掛けたMinamiは、「もともとゲームっぽい音色もよく使っていますし、疾走感があるとか、テンションが高いというところは今までもネタ作り全般で意識していることだったので、そういう意味ではやりやすかったです」とコメントしている。

## 収録曲
| #         | タイトル           | 作詞 | 作曲・編曲 | 時間 |
| --------- | ------------------ | ---- | ---------- | ---- |
| 1.        | 「Shape of Trust」 |      |            | 3:42 |
| 合計時間: | 合計時間:          | 3:42 |            |      |

## タイアップ
Shape of Trust
- NHN PlayArt スマートフォン向けゲーム『A.I.M.$ -All you need Is Money-』キャラクターソング(Mr.ジャッジメント)

## 収録アルバム
Shape of Trust
- 『Cocoon for the Golden Future』

## 演奏
- So : Vocal
- Minami : Vocal, Keyboard
- Taiki : Guitar, Vocal, Chorus
- Tomonori : Drums
- Tetsuya : Bass Guitar